# Boloceractis gopalayi
Boloceractis gopalayi är en havsanemonart som beskrevs av M.V.N. Panikkar 1937. Boloceractis gopalayi ingår i släktet Boloceractis och familjen Boloceroididae. Inga underarter finns listade i Catalogue of Life.